# Azabumba
Azabumba é uma banda brasileira formada em 1999 na cidade de Recife. A partir de um trabalho original baseado no repertório tradicional de bandas de pífanos e rabequeiros de Pernambuco, a banda propõe em seu trabalho a tradução (reinvenção) da cultura do nordeste do Brasil.. Suas influências estendem-se de Luiz Gonzaga ao grupo Ave Sangria (lendária banda recifense dos anos 70) ou Tom Zé.

## Integrantes
- Gustavo Azevedo - Voz
- Publius Lentulus - Bandolim e Voz
- Juliano Holanda - Baixo
- Carlos Amarelo - Percussão
- Brulo Vinezof - Bateria

## Discografia
- Azabumba (2005)

## Ligações Externas
- Folha-PE (13/11/2012), Cantor Públius Lentulus participa do Tema Livre na Rádio Folha 96,7
- Myspace
- Lastfm